# Anton Ulrich (Württemberg-Neuenstadt)
Anton Ulrich von Württemberg-Neuenstadt (* 16. Oktober 1661 in Neuenstadt am Kocher; † 19. Juli 1680 ebenda) war Herzog von Württemberg-Neuenstadt.
Der Sohn Herzog Friedrichs erhielt die am württembergischen Hof übliche klassische Ausbildung in Sprachen, Geschichte, Politik und Naturwissenschaften. Er war von jungen Jahren an kränklich und starb nach einer längeren Reise durch Deutschland und die Niederlande im Alter von 18 Jahren in Neuenstadt. Er wurde in der Nikolauskirche in Neuenstadt beigesetzt.